# Межконфессиональный центр корпоративной ответственности
Межконфессиональный центр корпоративной ответственности (англ. Interfaith Center on Corporate Responsibility, ICCR) – это неправительственная межрелигиозная организация, выступающая за корпоративную социальную ответственность. Члены Центра взаимодействуют с коммерческими предприятиями для повышения корпоративной прозрачности. Организация основана в 1971 году.

## Членство
Центр объединяет представителей иудаизма, протестантизма и католичества. В Центре состоят 300 организаций-членов — религиозные общины, профсоюзы, пенсионные фонды, компании по управлению активами, неправительственные организации и благотворительные фонды колледжей и университетов. 

## Концепция
Центральными областями внимания Центра являются изменение климата, торговля людьми, безопасность пищевых продуктов, устойчивость водных ресурсов, доступность медицинского обеспечения, корпоративная ответственность, корпоративное лоббирование и контроль над огнестрельным оружием. 

## Деятельность
Центр ведёт базу данных согласованных с членами резолюций на общественно значимые темы. 
В 1980-х годах Центр активно участвовал в кампании за прекращение инвестирования в экономику ЮАР в знак протеста против апартеида. 
Центр участвует в мероприятиях Всемирной организации здравоохранения.  
Межконфессиональный центр корпоративной ответственности оказывал давление на производителей огнестрельного оружия с целью повышения безопасности их продукции, обращался к American Outdoor Brands Corporation (материнской компании Smith & Wesson, и Sturm, Ruger & Co.) с требованием отчитаться перед инвесторами о шагах, которые компания предпринимает для сокращения насилия с применением огнестрельного оружия. На ежегодном собрании Ruger 9 мая 2018 года большинство акционеров проголосовали за усиление контроля над производимым оружием. Кампания Брейди по предотвращению насилия с применением огнестрельного оружия назвала результат этой акции Центра «первой в своем роде победой».